# Terezîne
Terezîne (în ucraineană Терезине) este o așezare de tip urban din raionul Bila Țerkva, regiunea Kiev, Ucraina. În afara localității principale, nu cuprinde și alte sate.

## Demografie
Componența lingvistică a așezării de tip urban Terezîne
     Ucraineană (94,24%)
     Rusă (5,31%)
     Alte limbi (0,38%)
Conform recensământului din 2001, majoritatea populației așezării de tip urban Terezîne era vorbitoare de ucraineană (94,24%), existând în minoritate și vorbitori de rusă (5,31%).